# 安逸領主的愉快領地防衛～用生產系魔術將無名村改造成最強要塞都市～
《安逸領主的愉快領地防衛～用生產系魔術將無名村改造成最強要塞都市～》是赤池宗原著、青色まろ改編漫畫的日本輕小說。漫畫版於2021年8月13日在《Comic Gardo》上連載。本作在2022年舉辦的下一部人氣輕小說大賞中獲得單行本部門第3。2024年3月28日，本系列銷售量累計100萬支突破。
2025年4月20日，于ABEMA的直播中宣布改編為電視動畫。

## 劇情簡介
范恩在兩歲時就喚醒了前世是厭倦工作的上班族的記憶，憑藉著成熟的語氣和態度，受到周圍人的尊敬。范恩經過努力學習和訓練，逐漸被人們視為神童。然而，比起努力和經驗，對貴族來說更重要的是他擁有何種魔法天賦，但結果卻是范恩令他的父親失望了。

## 登場人物

### 主要角色
范恩·奈伊·菲爾提歐
本作主角、轉生前是位年近30歲的社畜，侯爵家的四子。由於自身成熟的行為態度而在兩歲時被視為神童。在獲得生產系魔法後被父親放逐到偏遠的村莊。
蒂兒
前奴隸、范恩的貼身女僕。
艾斯帕達
費爾提歐侯爵家的執事長，擅長使用土屬性的魔法師。
卡姆辛
原先被賣為奴隸，但在偶然的機會中遇見范恩，並被范恩買下成為僕人。
戴伊
侯爵家騎士團副團長。

### 史庫德里亞王國
本作開始的舞台，主角所屬的國家。

##### 王族
迪諾·艾恩·佐拉·貝爾里尼特
43歲，史庫德里亞王國現任國王。在十六歲登基後，僅用了二十年時間完成了大規模軍事改革，把史庫德里亞王國發展成為軍事強國。本身是一名優秀的魔法師，擅長使用水和土魔法。
賽爾吉歐·艾恩·佐拉·貝爾里尼特
17歲，史庫德里亞王國的第一王子，迪諾的長子。
彼斯塔·艾恩·佐拉·貝爾里尼特
9歲，史庫德里亞王國的第五王子，迪諾的第五子。

##### 首都
亞佩塔
史庫德里亞王國的現任宰相。本身是一名優秀的魔法師，擅長使用風魔法。

#### 費爾提歐侯爵家
傑爾帕·普爾·亞堤·菲爾提歐
費爾提歐侯爵家当主，范恩的父親。
莫夕亞·艾拉戈·菲爾提歐
費爾提歐侯爵家長男。
亞爾德·凱·菲爾提歐
費爾提歐侯爵家次男。
賽斯特·艾勒·菲爾提歐
費爾提歐侯爵家三男。

### 耶立尼塔王國
本作敵對國，與史庫德里亞王國關係惡劣。
烏尼莫克．耶立尼塔
32歲，耶立尼塔王國第八王子。個性魯葬、傲慢、自我中心，其愚蠢程度甚至連身為敵人的迪諾和亞佩塔感到無語。看見范恩所建設的要塞後，不聽屬下的勸告，在缺乏攻城兵器的情況下魯莽進攻，不但造成己方損失慘重，甚至連本人也被迪諾和亞佩塔聯手施放的魔法所俘虜。

## 出版書籍

### 輕小說
| 卷數 | OVERLAP Novels | OVERLAP Novels         | 青文出版社   | 青文出版社             |
| 卷數 | 發售日期       | ISBN                   | 發售日期     | ISBN                   |
| ---- | -------------- | ---------------------- | ------------ | ---------------------- |
| 1    | 2021年9月25日  | ISBN 978-4-86554-980-5 | 2025年4月9日 | ISBN 978-6-264-22364-5 |
| 2    | 2022年2月25日  | ISBN 978-4-8240-0111-5 |              |                        |
| 3    | 2022年8月25日  | ISBN 978-4-8240-0272-3 |              |                        |
| 4    | 2023年3月25日  | ISBN 978-4-8240-0416-1 |              |                        |
| 5    | 2023年8月25日  | ISBN 978-4-8240-0585-4 |              |                        |
| 6    | 2024年3月25日  | ISBN 978-4-8240-0765-0 |              |                        |
| 7    | 2025年1月25日  | ISBN 978-4-8240-0953-1 |              |                        |

### 漫畫
| 卷數 | OVERLAP       | OVERLAP                | 青文出版社    | 青文出版社             |
| 卷數 | 發售日期      | ISBN                   | 發售日期      | ISBN                   |
| ---- | ------------- | ---------------------- | ------------- | ---------------------- |
| 1    | 2022年2月25日 | ISBN 978-4-8240-0117-7 | 2025年4月9日  | ISBN 978-6-264-22357-7 |
| 2    | 2022年8月25日 | ISBN 978-4-8240-0278-5 | 2025年6月11日 | ISBN 978-6-264-22648-6 |
| 3    | 2023年2月25日 | ISBN 978-4-8240-0425-3 |               |                        |
| 4    | 2023年8月25日 | ISBN 978-4-8240-0593-9 |               |                        |
| 5    | 2024年3月25日 | ISBN 978-4-8240-0774-2 |               |                        |
| 6    | 2024年8月25日 | ISBN 978-4-8240-0934-0 |               |                        |
| 7    | 2025年4月25日 | ISBN 978-4-8240-1173-2 |               |                        |

## 外部連結
- 成為小說家吧 （日語）
- KAKUYOMU （日語）
- Comic Gardo （页面存档备份，存于） -漫畫（日語）